# Carl Plückebaum
Carl Maria Plückebaum (* 17. Februar 1880 in Düsseldorf; † 27. Januar 1952 ebenda) war ein deutscher Genremaler und Radierer der Düsseldorfer Malerschule. Er gehört neben Carl Schmitz-Pleis und Walter Ophey zu den wichtigsten Vertretern des Düsseldorfer Neoimpressionismus.

## Leben

### Ausbildung

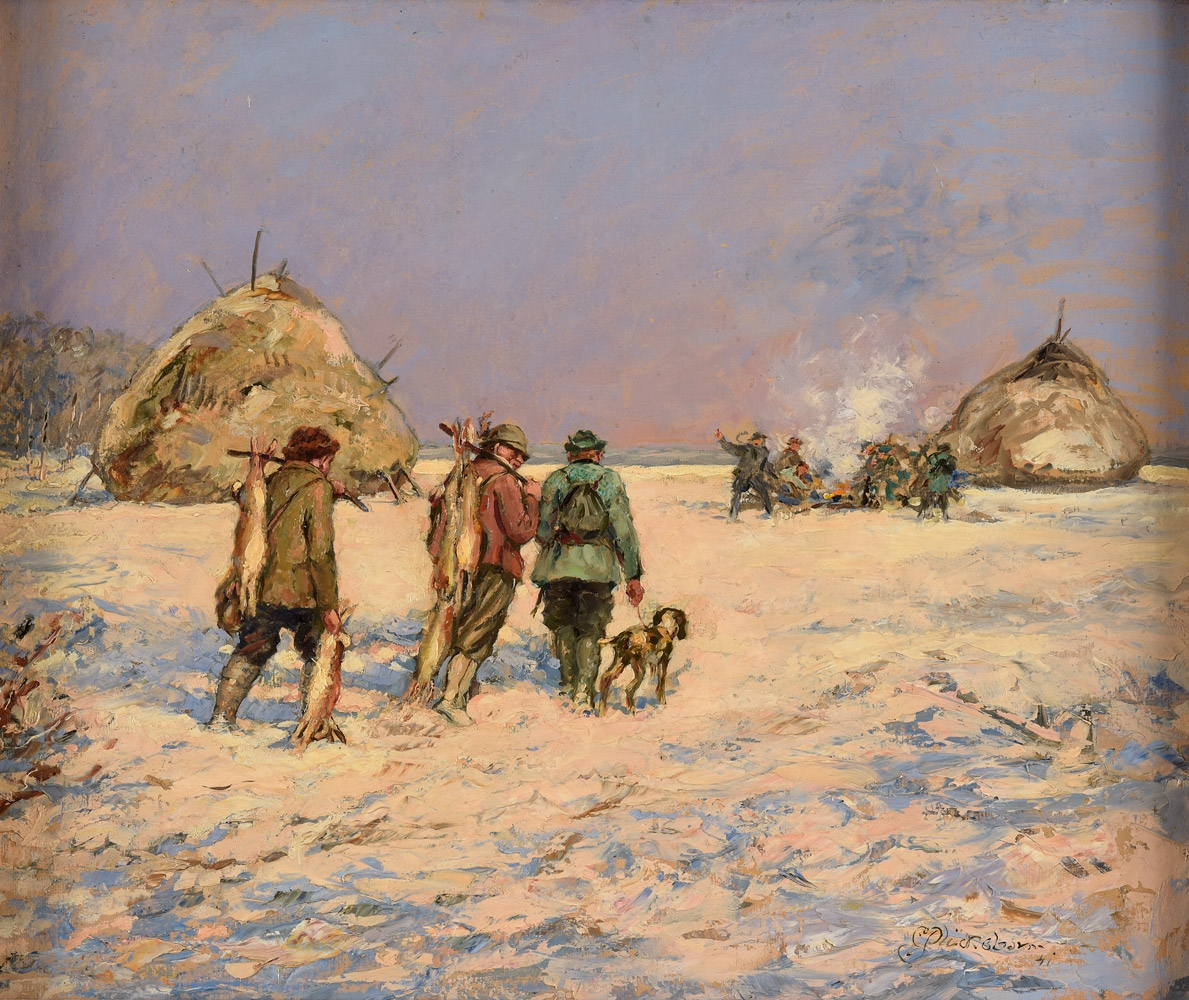
Carl Plückebaum: Winterliche Treibjagd

Carl Plückebaum entstammte einer kinderreichen rheinischen Familie. Der von Geburt an gehbehinderte und von auffallend kleiner Statur bleibende Vierzehnjährige trat als Lehrling in die Werkstatt eines Düsseldorfer Kirchenrestaurators ein, um den Beruf des Vergolders zu erlernen. Während seiner siebenjährigen Tätigkeit als Kirchenrestaurator nahm er bei einem Kunstmaler Privatunterricht, den er aus Geldnot mehrfach unterbrechen musste.
Bei einem Preisausschreiben des Düsseldorfer Kunstgewerbemuseums wurde dem bis dahin unbekannten Maler 1901 der erste Preis für eine Serie von sechs Reklamebildern zuerkannt. Das gewonnene Preisgeld in Höhe von 1000 Mark verwendete Plückebaum für ein fünfjähriges Studium an der Kunstakademie Düsseldorf. Während dieser Zeit war er Schüler von Eduard von Gebhardt und Peter Janssen d. Ä.
Im Laufe seiner Ausbildung geriet Plückebaum mehr und mehr mit den starren Dogmen des Akademiebetriebs in Konflikt. Aus der daraus resultierenden künstlerisch-existentiellen Krise suchte er sich im Mai 1906 durch die Beteiligung an einer Gruppenausstellung in der Städtischen Kunsthalle Düsseldorf zu befreien, was nach den Statuten der Akademie seine Entlassung zur Folge hatte.
Der überwältigende Erfolg beim Publikum verschaffte dem jungen Maler neben der erhofften Anerkennung seines künstlerischen Schaffens auch die finanziellen Mittel für eine Studienreise nach Italien.
Die Eindrücke, die er in Florenz und Fiesole erhielt, wühlten ihn innerlich derart auf, dass er sich in das Kloster der Franziskaner von Fiesole zurückzog. Während seines Aufenthalts im Kloster lebte Plückebaum gemeinsam mit den Fratres und Patres, zeichnete die Landschaften der Umgebung, fertigte Porträtskizzen an und stattete die Klosterkapelle San Francesco mit Fresken aus.
1907/1908 wurde er Gründungsmitglied der secessionistischen Künstlergruppe Niederrhein. In dieser Zeit entstanden auch die ersten Entwürfe seines ganz vom Jugendstil geprägten Bildes Königskinder, das der Kunstverein für die Rheinlande und Westfalen 1908 ankaufte und gedruckt als Jahresgabe an seine Mitglieder verschickte.

### Zweite Italienreise und die Münchener Zeit
Nachdem Plückebaum den Gedanken aufgegeben hatte, sich der Klostergemeinschaft auf Dauer anzuschließen, kehrte er für drei Jahre an den Rhein zurück, wo er sich vorwiegend dem Studium von Kinder- und Tierzeichnungen widmete.
Im Jahr 1910 brach er mit den Malerfreunden Walter Ophey und Carl Schmitz-Pleis zu seiner zweiten Italienreise auf, die ihn über Rom nach Neapel und in die nahegelegenen Städtchen Sorrent und Positano führte. Während dieser Reise entstanden Gemälde wie Anbetung der Hirten oder Aus Süditalien, die im Schaffen Plückebaums eine Phase des Experimentierens widerspiegeln, bei der die Farbkomposition im Mittelpunkt seines künstlerischen Interesses stand.
Nach seiner Rückkehr fand er beim Studium der Alten Meister in der Münchner Pinakothek zu seinem künstlerischen Stil zurück. Es entstanden die ersten Kinderporträts wie Marie Luise oder Röschen. In dieser Zeit entwickelte er in der Darstellung seiner Figuren jenen subtilen Humor, der fortan kennzeichnend für viele seiner Werke werden sollte.
In Schwabings Künstlerkreisen lernte Plückebaum seine spätere Frau, die Malerin und Radiererin Meta Weber, kennen, welche bei Hermann Pohle in Düsseldorf Privatunterricht erhalten hatte, und von der er später scherzhaft behauptete, er habe seine größte Konkurrentin geheiratet.

### In der Nachfolge Spitzwegs und Richters
Carl Plückebaum perfektionierte im Laufe der Jahre seinen eigenen Stil, unberührt von den tonangebenden Kunstrichtungen jener Zeit. Seine Bilder offenbaren eine tief in ihm wohnende Sehnsucht nach Harmonie und Klarheit und erscheinen mit ihren stets hellen Farben und zarten Halbtönen – wie etwa dem vielfach verwendeten Apricot – eigentümlich zeitlos. Die Kunstwissenschaft sah ihn wegen der übermütigen Laune seiner Motive in der Nachfolge Carl Spitzwegs oder – auf Grund der romantischen Innigkeit seiner Bilder – einem Adrian Ludwig Richter nahestehend.
Gemeinsam mit seiner Frau gehörte er zu den bekannten Größen der Düsseldorfer Kunstszene. Beide waren bis zu ihrem Tod engagierte Mitglieder des Künstlervereins Malkasten. Über das Schaffen des Künstlerpaares äußerte sich Plückebaum einmal mit folgenden Worten: „Drum, weil das Leben oft so grob ist, wollen wir, wenn wir Kunst machen, uns die Welt so aufbauen, als ob es der Himmel selber wäre.“
Carl Plückebaum verstarb 1952 in Düsseldorf und wurde auf dem Nordfriedhof beerdigt.

## Kritik
„Plückebaum ist nicht einer von den Großen, er gehört zu den Feinen. Seine Entwicklung geht in die Tiefe, nicht in die Breite, und Harmonie ist ihm alles. (…) Zwar, Schlachten wurden nicht geschlagen hier und alle ‚Ismen‘ treffen sich bei Plückebaum sozusagen auf neutralem Boden, titellos und ohne Waffen. Dafür hat er die Einsamkeit zäher und ebenso besinnlicher Arbeit. Die Türen zur lauten Welt fallen geräuschlos zu; um ihn ist es wie stille Weihnacht. (…) Die Oberflächlichen und Äußerlichen hasten daran achtlos, sogar geringschätzend und naserümpfend vorbei. Aber die Stillen halten dafür um so seligere Einkehr. Ist hier doch eine Welt sorgloser Kindheit aufgebaut, die in ihrer entzückenden Wahrhaftigkeit beispiellos scheint und die die meisten Menschen unserer Zeit leider Gottes nur noch vom Hörensagen kennen. Wo aber Plückebaums Kinderporträts auch hängen mögen und seine kleinen Bilder tolle, verwunschene Märchen erzählen von den Wänden herab, da werden noch Generationen nach uns staunende Menschen beglückt erkennen: hier war einer, der selbst in der Zeit nach dem großen Kriege sein Herz so gläubig halten konnte, daß er noch an Wunder und Märchendinge glaubte, wo andere allein um den Geldsack hüpften und vom tiefen, schönen Sinn des Lebens nichts mehr wußten, als der nackte Tag ihnen gab […]“

## Werke (Auswahl)
Gemälde
- Wächter vor Dornröschens Schloss
- Königskinder
- Aus Süditalien
- Anbetung der Hirten
- Am Heiligen Abend
- Marie Luise, Kinderporträt
- Röschen, Kinderporträt
- Unterwegs
- Schwärmerei und Wirklichkeit
- Schlaraffenland
- Heimkehrende Musikanten im Gebirge
- Stillzufrieden – Ein Holländer aus Katwyk

Radierungen
- Junger Mönch aus Fiesole
- Klostergarten von Fiesole
- Wo ist der Weg nach Bethlehem?